# Mercado Público de Portland
El Mercado Público de Portland (en inglés Portland Public Market) fue un mercado público en Portland, Oregón (Estados Unidos). Fue construido en 1933 a un costo ampliamente publicitado de un millón de dólares (unos 16 millones de 2020). Polémico y ambicioso, tenía la intención de reemplazar el Mercado Público de Carroll, centrado en las calles Quinta Suroeste y Yamhill; el Mercado Público de Portland nunca fue popular y estuvo en problemas financieros prácticamente desde el día en que abrió. Fue demolido en 1969.

## Historia
La concepción y ubicación del mercado se basó en una gran corrupción y soborno; El alcalde George Luis Baker y el comisionado de la ciudad John Mann, entre otros, estuvieron claramente involucrados. Se organizó un esfuerzo de destitución: llegó a votación, aunque las firmas de la petición de destitución fueron robadas misteriosamente durante un allanamiento, y la casa de uno de los dos líderes de la destitución fue bombardeada. Baker fue absuelto de los cargos de corrupción en el mercado días antes de la votación revocatoria, que fue derrotada por poco y no logró destituirlo de su cargo.
Tres pisos de altura con torres de once pisos, tres cuadras de largo y con características que incluyen una estación de servicio, estacionamiento en la azotea y un auditorio de 500 asientos, fue principalmente una novedad y luchó por retener a los inquilinos desde su apertura en 1933 hasta que finalmente cerró en 1942. El arquitecto fue William G. Holford.
El edificio fue arrendado a la Marina en 1943, luego vendido a The Oregon Journal en julio de 1946, para su uso como oficinas y planta de operaciones del periódico a partir de 1948. Después de publicar desde allí durante 13 años, el periódico abandonó el edificio en 1961 y no se usó hasta que la ciudad de Portland lo compró en 1968. El edificio fue demolido al año siguiente para dar paso a una expansión de Harbor Drive, que a su vez fue reemplazada en 1974 por Tom McCall Waterfront Park.
Actualmente no hay un mercado público permanente en la ciudad, aunque hay planes en progreso para construir el Mercado Público James Beard.